# Витензон, Анатолий Самойлович
Анато́лий Само́йлович Витензо́н (28 июня 1924 года, Москва — 18 октября 2008 года, Москва) — советский и российский ортопед, физиолог, специалист по медицинской биомеханике.

## Биография
Родился в семье Самуила Петровича Витензона (1883—1949) и Берты Семёновны Позиной (1896—1958).
В 1948 году окончил с отличием Военно-медицинскую академию. В 1982 году — защитил докторскую диссертацию по теме «Исследование биомеханических и нейрофизиологических закономерностей нормальной и патологической ходьбы человека».

## Научные достижения
Является автором более 200 статей и 5 монографий по медицинской биомеханике. Один из основоположников метода искусственной коррекции движений при ходьбе. Исследовал ходьбу человека как единый целостный двигательный акт,
состоящий из деятельности мышц голени и стопы, бедра, таза и позвоночника, верхних конечностей, приводящий к перемещению общего центра масс тела человека в сагиттальной, фронтальной и горизонтальной плоскости. Получил зависимости различных биомеханических и электромиографических параметров от скорости ходьбы, темпа, длины шага в широком диапазоне скоростей ходьбы человека а также зависимость электромиографического профиля мышц при велоэргометрии от скорости и нагрузки. Исследовал ходьбу человека по лестнице и работу мышц человека при выполнении ритмических движений на велоэргометре. Выявил минимизацию ряда параметров электрической активности мышц при некоторой оптимальной скорости ходьбы, преобладающую роль афферентных факторов при медленных темпах и супраспинальных факторов при быстрых темпах ходьбы.
Разработал и экспериментально обосновал концепцию о различной биомеханической роли при разных условиях ходьбы мышц-сгибателей и мышц-разгибателей, приводящей делению локомоторной синергии на сгибательную и разгибательную части, различающиеся биомеханическим и нейрофизиологическим содержанием. Изучил роль генератора шагательных движений в интраспинальной программе ходьбы, Мышцы-разгибатели осуществляют более жёсткую силовую функцию при ходьбе, мышцы-сгибатели осуществляют более адаптивную коррекционную функцию. Дал новую трактовку электромиографического профиля мышц при нормальной и патологической ходьбе: периоды возбуждения и торможения электрической активности мышц являются центрально запрограммироваными. Период возбуждения состоит из зоны максимальной регулярной и умеренной нерегулярной активности, зависящей от условий ходьбы. Произвел комплексный биомеханический и нейрофизиологический анализ основных закономерностей
патологической ходьбы и механизмов компенсации двигательного дефекта. Разработал метод исследования этой компенсации путём физического моделирования элементов некоторых видов патологической ходьбы у здоровых людей. Применил метод программируемой электростимуляции мышц для реабилитации инвалидов с культей бедра различного генеза.

## Семья
- Жена — Рашель Ароновна Витензон (20 марта 1926 — 20 марта 1998), театровед, преподаватель МТХТУ, автор многих учебников по истории театра.

## Монографии
- А. М. Журавлёв, И. С. Перхурова, К. А. Семёнова, А. С. Витензон. Хирургическая коррекция позы и ходьбы при детском церебральном параличе. Ереван: Айастан, 1986.
- Б. С. Фарбер, А. С. Витензон, И. Ш. Морейнис. Теоретические основы построения протезов нижних конечностей и коррекции движения. В 3-х тт. М.: ЦНИИПП, 1994.
- Витензон А. С. Закономерности нормальной и патологической ходьбы человека. — М.: ЦНИИПП, 1998. — 271 с. — ISBN 5-89853-006-1.
- Витензон А. С., Миронов Е. М., Петрушанская К. А., Скоблин А. А. Искусственная коррекция движений при патологической ходьбе.--М:ЦНИИПП, 1999.--503 с.--ISBN 5-89853-007-X.
- Витензон А. С., Иванов А. М., Гриценко Г. П., Петрушанская К. А. Реабилитация инвалидов с культёй бедра посредством программируемой электростимуляции мышц при ходьбе. — М.: Зеркало-М, 2001. — 176 с. — ISBN 5-89853-024-X.
- Витензон А. С. От естественного к искусственному управлению локомоцией. — М.: ПБОЮЛ Т.М. Андреева, 2003. — 448 с. — ISBN 5-94982-004-5.
- Витензон А. С.,  Петрушанская К. А., Скворцов Д. В. Руководство по применению метода искусственной коррекции ходьбы и ритмических движений посредством программируемой электростимуляции мышц. — М.: ПБОЮЛ Т.М. Андреева, 2005. — 312 с. — ISBN 5-94982-013-4.
- Миронов Е. М., Витензон А. С., Петрушанская К. А. Восстановительное лечение больных с последствиями позвоночно-спинномозговой травмы. — Тверь: ООО «Издательство Клевер», 2009. — 228 с. — ISBN 978-5-91496-004-6.
- Скоблин А. А., Витензон А. С. Комплексная медицинская реабилитация больных с заболеваниями позвоночника.-- Москва: ЗАО «САЙНС-ПРЕСС», 2013. — 400 с. — ISBN 978-5-88070-337-1